# Các ngày lễ ở Nga
Ở Nga, có nhiều ngày lễ chính thức và truyền thống được tổ chức hàng năm. Dưới đây là một số ngày lễ nổi bật ở Nga:

### Ngày lễ chính thức
1. Tết Dương lịch (1 tháng 1)
  - Ngày đầu năm mới được tổ chức rất lớn tại Nga. Người dân trang trí cây thông Noel và tổ chức tiệc mừng.
2. Giáng sinh Chính thống giáo (7 tháng 1)
  - Nga theo lịch Chính thống giáo, vì vậy Giáng sinh được tổ chức vào ngày này, không phải 25 tháng 12.
3. Ngày Bảo vệ Tổ quốc (23 tháng 2)
  - Ngày lễ tôn vinh quân đội và nam giới, thường được coi là "Ngày của Nam giới".
4. Ngày Quốc tế Phụ nữ (8 tháng 3)
  - Là ngày dành để tôn vinh phụ nữ, rất được yêu thích ở Nga.
5. Ngày Lao động Quốc tế (1 tháng 5)
  - Được gọi là "Ngày Mùa xuân và Lao động", người dân Nga tổ chức diễu hành và các hoạt động ngoài trời.
6. Ngày Chiến thắng (9 tháng 5)
  - Lễ kỷ niệm chiến thắng phát xít Đức trong Thế chiến II, với các cuộc diễu hành quân sự lớn tại Quảng trường Đỏ.
7. Ngày Nước Nga (12 tháng 6)
  - Lễ kỷ niệm sự thành lập Liên bang Nga hiện đại, thường có pháo hoa và các sự kiện văn hóa.
8. Ngày Thống nhất Dân tộc (4 tháng 11)
  - Đánh dấu sự kiện giải phóng Moscow khỏi quân xâm lược Ba Lan vào năm 1612. Đây là ngày tôn vinh lòng yêu nước và đoàn kết.

### Ngày lễ truyền thống
1. Maslenitsa (trước Mùa Chay của Chính thống giáo)
  - Lễ hội mùa đông truyền thống kéo dài một tuần, với các hoạt động ăn bánh blini, đốt hình nộm rơm và vui chơi ngoài trời.
2. Ivan Kupala (6-7 tháng 7)
  - Lễ hội mùa hè với các hoạt động như nhảy múa quanh lửa trại, tắm sông, và hái hoa.
3. Đêm Giao thừa (31 tháng 12)
  - Một trong những sự kiện lớn nhất trong năm, với pháo hoa và bữa tiệc gia đình. Đây là dịp mà ông già Tuyết và cô bé Tuyết tặng quà cho trẻ em.

### Lễ hội hiện đại
- Ngày Sinh viên (25 tháng 1)
  - Còn gọi là "Ngày Tatiana", kỷ niệm sinh viên và các thành tựu trong giáo dục.
- Ngày Valentine (14 tháng 2)
  - Lễ hội không chính thức nhưng ngày càng phổ biến trong giới trẻ Nga.

Mỗi ngày lễ ở Nga đều có phong tục đặc trưng, tạo nên sự phong phú trong văn hóa nước này.